# Gammelke
Gammelke (52° 19′ N, 6° 51′ L) é uma cidade dos Países Baixos, na província de Overijssel. Gammelke pertence ao município de Dinkelland, e está situada a 5 km, a oeste de Oldenzaal.
A área de Gammelke, que também inclui as partes periféricas da cidade, bem como a zona rural circundante, tem uma população estimada em 250 habitantes.